# Wauquiez
Pour les articles homonymes, voir Wauquiez (homonymie).
Wauquiez est un chantier naval spécialisé dans la fabrication de voiliers de plaisance de luxe exploité par la société Wauquiez Boats.

## Histoire
L'entreprise fut créée en 1965 à Mouvaux dans le département du Nord par Henri Wauquiez, héritier d'une dynastie de tanneurs (depuis 1895), et grand-père de l'homme politique Laurent Wauquiez.
Henri et son épouse Véronique acquièrent en 1964 un voilier Elizabethan 29 dessiné par Kim Holman et construit par les chantiers Webster sur l'île de Wight. Henri contacte Kim Holman pour lui proposer de commercialiser ce bateau en France puis cumule à la fin de l'été sept bons de commande. Le chantier anglais étant incapable de produire les bateaux vendus dans le délai imparti, Henri transforme une partie de la tannerie familiale pour fabriquer sous licence 30 exemplaire de l'Elizabethan 29.
Kim Holman dessine entre autres le Centurion 32, qui fut produit à 380 exemplaires de 1968 à 1977 par le chantier Wauquiez.
Le centurion est remplacé en 1977 par le Gladiateur (299 exemplaire). 
En 1979 sort le Prétorien, plan Holman de 35 pieds (212 exemplaires). 
À noter également le Hood 28 de 1987 (plans de Ted Hood) produit à 179 exemplaires et l'Amphitrite (Ketch de 43 pieds) dessiné par Holman & Pie, produit à 138 exemplaires entre 1975 et 1990.
L'entreprise, en redressement judiciaire en 1997, est racheté par le groupe Beneteau pour un euro symbolique. En 2008, le chantier employait alors 150 personnes. Frappé par la crise, le groupe revend le chantier en octobre 2008 à Verdoso Industry. En janvier 2011, après une mise en liquidation judiciaire, les chantiers Wauquiez sont repris par le groupe industriel Experton-Revollier qui est également actionnaire des chantiers Rhea Marine et Lattitude 46. Les chantiers nautiques Wauquiez, Rhéa marine et Latitude 46 ont été achetés le 30 septembre 2021 par Exel Industries, groupe  spécialisé dans la pulvérisation pour l’agriculture et l’industrie et l’arrachage de betteraves.
Le site de production, qui est basé à Neuville-en-Ferrain, près de Lille, fabrique une douzaine d'unités par an.